# Ludwig von Münchow
Anton Bogislav Eduard Ludwig von Münchow (* 28. Februar 1802 in Eichenberge, Kreis Neustettin; † 24. März 1882 in Erfurt) war ein preußischer Generalleutnant und von 1838 bis 1864 Besitzer des Gutes Taubenthal.

## Leben

### Herkunft
Ludwig war ein Sohn des preußischen Majors und späteren Postmeisters Georg von Münchow (1779–1859) und dessen Ehefrau Friederike Johanna Luise, geborene von Knobelsdorff (1778–1814) aus dem Hause Mansfelde.

### Militärkarriere
Münchow besuchte das Berliner Kadettenhaus und wurde am 4. April 1819 als Portepeefähnrich im 31. Infanterie-Regiment der Preußischen Armee angestellt. Dort avancierte er Ende September 1820 zum Sekondeleutnant und war von 1824 bis 1835 als Adjutant des I. Bataillons tätig. In dieser Verwendung wurde er am 9. März 1833 zum Premierleutnant befördert. Von 1835 bis 1838 war er Regimentsadjutant und stieg am 22. März 1840 zum Hauptmann und Kompaniechef auf. Am 21. März 1848 kam Münchow als Major und Bataillonskommandeur in das 34. Infanterie-Regiment, wo er am 22. März 1853 zum Oberstleutnant befördert wurde. Am 2. Juni 1853 folgte seine Versetzung als zweiter Kommandant nach Erfurt und am 14. Juli 1853 stellte man ihn à la suite des 34. Infanterie-Regiments. Mit der Ernennung zum Kommandeur des II. Bataillons kehrte Münchow am 25. April 1854 in das 31. Infanterie-Regiment zurück. Daran schloss sich am 26. Juni 1856 seine Ernennung zum Kommandeur des 33. Infanterie-Regiments sowie am 26. Juni 1856 die Beförderung zum Oberst an. Unter Stellung à la suite seines Regiments wurde er am 22. November 1858 Kommandeur der 20. Infanterie-Brigade und am 31. Mai 1859 zum Generalmajor befördert. Anlässlich der Krönungsfeierlichkeiten von König Wilhelm I. zeichnete man ihn am 18. Oktober 1861 mit dem Roten Adlerorden II. Klasse mit Eichenlaub aus. Am 7. April 1863 wurde Münchow mit dem Charakter als Generalleutnant mit Pension zur Disposition gestellt. Er starb am 24. März 1882 in Erfurt.

### Familie
Er heiratete am 20. September 1823 in Erfurt Luise Werneburg (1811–1900). Aus der Ehe ging die Tochter Anna († 1857) hervor, die im Jahr 1857 den Oberstleutnant Jobst von Dewitz (1824–1892) heiratete.